# Munglinup (rivier)
De Munglinup is een efemere rivier in de regio Goldfields-Esperance in West-Australië.
Landmeter C.D. Price vermeldde de rivier rond 1875-76 als Munglinup. De naam is Aborigines van oorsprong en werd sinds de jaren 1860 door de familie Dempster ook reeds als naam voor hun schapenstation gebruikt.
De Munglinup ontstaat op het 'Munglinup Station' ten noorden van het plaatsje Munglinup en stroomt ongeveer 40 kilometer zuidwaarts, alvorens in het estuarium van de rivier de Oldfield uit te monden. Het estuarium wordt door een zandbank van de Indische Oceaan gescheiden. De zandbank breekt een tot twee keer per decennium waarop het water de oceaan in stroomt.
De rivier wordt door onder meer de 'Clayhole Creek' gevoed. Ze stroomt enkel 's winters. Het rivierwater is brak tot zout.